# Gala Television
Gala Television (GTV) è una rete televisiva via cavo taiwanese fondata nel 1997.

## Canali di GTV
L'emittente attualmente gestisce quattro canali televisivi via cavo e satellitari:
- GTV One / CH 27
- GTV Variety Show / CH 28
- GTV Drama / CH 41
- GTV Channel K (in collaborazione con Seoul Broadcasting System) per fornire drammi coreani e spettacoli di varietà a Taiwan.